# Tre Bussey
Tre' Bussey (Atlanta, Georgia, 13 de noviembre de 1991) es un baloncestista estadounidense que actualmente juega en las filas del Wilki Morskie Szczecin de la PLK. Con 1,91 metros de estatura, juega en la posición de escolta.

## Trayectoria deportiva

### Universidad
Jugó cuatro temporadas con los Eagles de la Universidad del Sur de Georgia en las que promedió 9,5 puntos, 2,7 rebotes y 1,1 asistencias por partido. En su última temporada fue incluido por la prensa especializada en el tercer mejor quinteto de la Southern Conference.

### Profesional
Tras no ser elegido en el Draft de la NBA de 2014, sí lo fue en el Draft de la NBA D-League, donde los Idaho Stampede lo seleccionaron en el séptimo puesto. Allí completó su primera temporada como profesional, en la que promedió 7,4 puntos y 2,3 asistencias por partido.
El 11 de septiembre de 2015 fichó por el KB Bashkimi de la Superliga de Kosovo. Disputó 14 partidos como titular, en los que promedió 15,2 puntos y 4,5 asistencias.
El 26 de septiembre de 2016 fichó por el APOEL B.C. de la Primera División de Baloncesto de Chipre, equipo que además competía en la Copa Europea de la FIBA. Entre ambas competiciones acabó promediando 14,7 puntos, 4,4 rebotes y 4,1 asistencias por partido.
La temporada siguiente la comenzó también en la liga chipriota, pero en las filas del Keravnos B.C., equipo con el que firmó el 5 de agosto de 2017. pero únicamente disputó once partidos, ya que en el mes de noviembre se compromtió con el Eisbären Bremerhaven de la Basketball Bundesliga, la principal liga alemana. Allí jugó el resto de la temporada como suplente, y promediando 5,2 puntos y 1,4 rebotes por partido.
El 7 de agosto de 2018 volvió a cambiar de liga, al fichar por el Polpharma Starogard Gdański de la PLK, la primera división polaca.
En 2020 firmó por el Wilki Morskie Szczecin de la PLK polaca, para disputar la temporada 2020-21.